# Molly et Gina
Pour plus de détails, voir Fiche technique et Distribution.
Molly et Gina est un film américain réalisé par Paul Leder, sorti en 1994.

## Synopsis
Molly est la secrétaire d'un détective privé qui est assassiné. Avec Gene, une actrice débutante, qui a assisté à la fusillade dans laquelle son petit ami a trouvé la mort, elle va tenter de retrouver les assassins afin de les traduire en justice.

## Distribution
Les principaux acteurs de Molly et Gina sont Frances Fisher, Natasha Gregson Wagner et Peter Fonda. C'est aussi le premier long métrage dans lequel joue Elizabeth Berkley, qui interprète le rôle de Kimberly Sweeny. 
- Frances Fisher : Molly McKenna
- Natasha Gregson Wagner : Gina
- Bruce Weitz : Paymer
- Stella Stevens : Mme Sweeny
- Peter Fonda : Larry Stanton
- George Murdock : Patrick Sweeny
- Elizabeth Berkley : Kimberly Sweeny
- Ali Farshad
- Penny Johnson Jerald : Maria
- Joanne Lara : la danseuse exotique
- J.D. Lewis
- William Marquez : Mac
- Greg Mullavey : Freddie
- Rodrigo Obregón
- Ben Reed : Slick
- Charles Champion : l'agent de police
- Eileen Seeley : Mme Patterson
- Gary Werntz
- Melanie Smith : Dixie
- Frank Whiteman : le directeur commercial

## Réalisation
Molly et Gina est tourné en anglais, en couleurs, avec un son monophonique. La musique est composée par Dana Walden et la photographie est de Francis Grumman. Les producteurs sont Paul Leder et Ralph Tornberg.
Le film porte aussi le titre A Time to Die. 

## Classification
Aux États-Unis, Molly et Gina est classé R (diffusion restreinte) par l'Association cinématographique américaine (MPAA). En Russie, le film est déconseillé aux moins de 16 ans.

## Vidéo
- Molly et Gina est distribué en vidéo par les studios A-Pix[1].